# Детройт (град, Орегон)
Детройт (на английски: Detroit) е град в окръг Мариън, щата Орегон, САЩ. Детройт е с население от 262 жители (2000) и обща площ от 2,2 km². Намира се на 486,16 m надморска височина. ЗИП кодът му е 97342, а телефонният му код е 503.